# Saturday Flavor
『Saturday Flavor』（サタデー・フレーバー）は東海ラジオで2022年4月2日から放送開始のラジオ番組。

## 概要
東海ラジオ（TOKAI RADIO）では、2022年4月、「Change & Charge! TOKAI RADIO! ～Music & Baseball～」をキャッチフレーズに、週末ワイドを大幅に改編する一環として、土曜日の午前中から午後にかけての時間帯に新しく音楽番組を編成することになった。
この番組では、様々な"Flavor"を上質な音楽とともに届ける。
DJには、同年3月26日まで当該時間帯に放送されていた『きくち教児の楽気!DAY』でアシスタントを務めていた市野瀬瞳を起用。市野瀬単独での進行となる。

## 放送時間
ナイターシーズン
毎週土曜 10:00 - 13:55（2022年4月2日 - 9月24日、2023年4月1日 - ）　- 当日のプロ野球中継がナイトゲームの場合、最大で14:45まで延長放送する。
ナイターオフシーズン
毎週土曜 10:00 - 14:00（2022年10月1日 - 2023年3月25日）

## DJ
- 市野瀬瞳

## コーナー・内包番組
2025年5月現在
10時台
- Weekend+ or コメントゲストコーナー（10:30頃 - ）
- 旬!SHUN!ピックアップ（10:45 - 11:00）

11時台
- Situation Plate（11:00 - ）

シチュエーションに応じた料理をみんなで考えるコーナー
- 内包番組『乃木坂46 岡本姫奈のおかひな時間』（11:30 - 12:00、2025年5月10日 - ）[3]

パーソナリティー：岡本姫奈（乃木坂46）、MC：マーナイス鈴木
12時台
- Time Machine or ゲストコーナー（12:00 - ）

Time Machine…毎週ひとつの年代をピックアップ！その年を彩った名曲とともに、出来事・流行思い出を振り返ります。
- たいこうのふくろう便（毎月第1週・12:20頃 -）
- Better Choice（12:34頃 - ）

マナー・エチケット・お酒の雑学など”オトナ”の嗜みを市野瀬瞳とおさらいするコーナー。
- いいものテンミニッツ！（12:50 - 13:00）

13時台
- NEWS （13:05頃 -）
- WEATHER INFORMATION（天気予報）（13:08頃 - ）
- TRAFFIC INFORMATION（交通情報）（13:10頃 - ）
- Pick Up Flavor （13:13頃 -）

毎週１組のアーティストをPick Up！そのアーティストの楽曲や世界観を“味わう”コーナー。
- 内包番組『峰竜太とみんなの信州』 （文化放送制作、 13:25頃 - 13:40頃）

パーソナリティー：峰竜太、アシスタント：本行慶子（2025年4月〜）
- エンディング、Share The Happiness!!（13:55頃）

Share The Happiness!!…みなさんからいただいた“1週間であったハッピーな事”“嬉しかった事”“お祝い事”を紹介して“幸せ”をみんなでシェアするコーナー。
終了したコーナー、内包番組
- 内包番組『乃木坂46 佐藤楓の公式でんちゃんねる』[注 1]（11:30 - 12:00、2021年7月5日 - 2025年5月3日）[4][5]

パーソナリティー：佐藤楓（乃木坂46）、MC：マーナイス鈴木